# Yves Van Herp
Yvo Van Herp (4 december 1949), geboren als Yves Van Herp, is een Belgische voormalige voetballer bij onder andere KV Mechelen en AA Gent.

## Beknopte biografie
Van Herp is afkomstig uit het gehucht Elzestraat in Sint-Katelijne-Waver. Hij maakte zijn debuut in het seizoen 1967/68 bij KV Mechelen en speelde daar lange tijd als aanvaller. In de periode 1973/74 werd hij viermaal geselecteerd door trainer Raymond Goethals voor de Rode Duivels en driemaal leidde dit tot een effectieve deelname. Op 1 mei 1974 scoorde hij in de interland Zwitserland tegen België zijn enige interlanddoelpunt. In 1976 transfereerde hij naar AA Gent, alwaar hij twee seizoenen bleef. Zijn carrière sloot hij af als amateurvoetballer bij K. Willebroekse SV in het seizoen 1980/81.